# Bonitus von Clermont

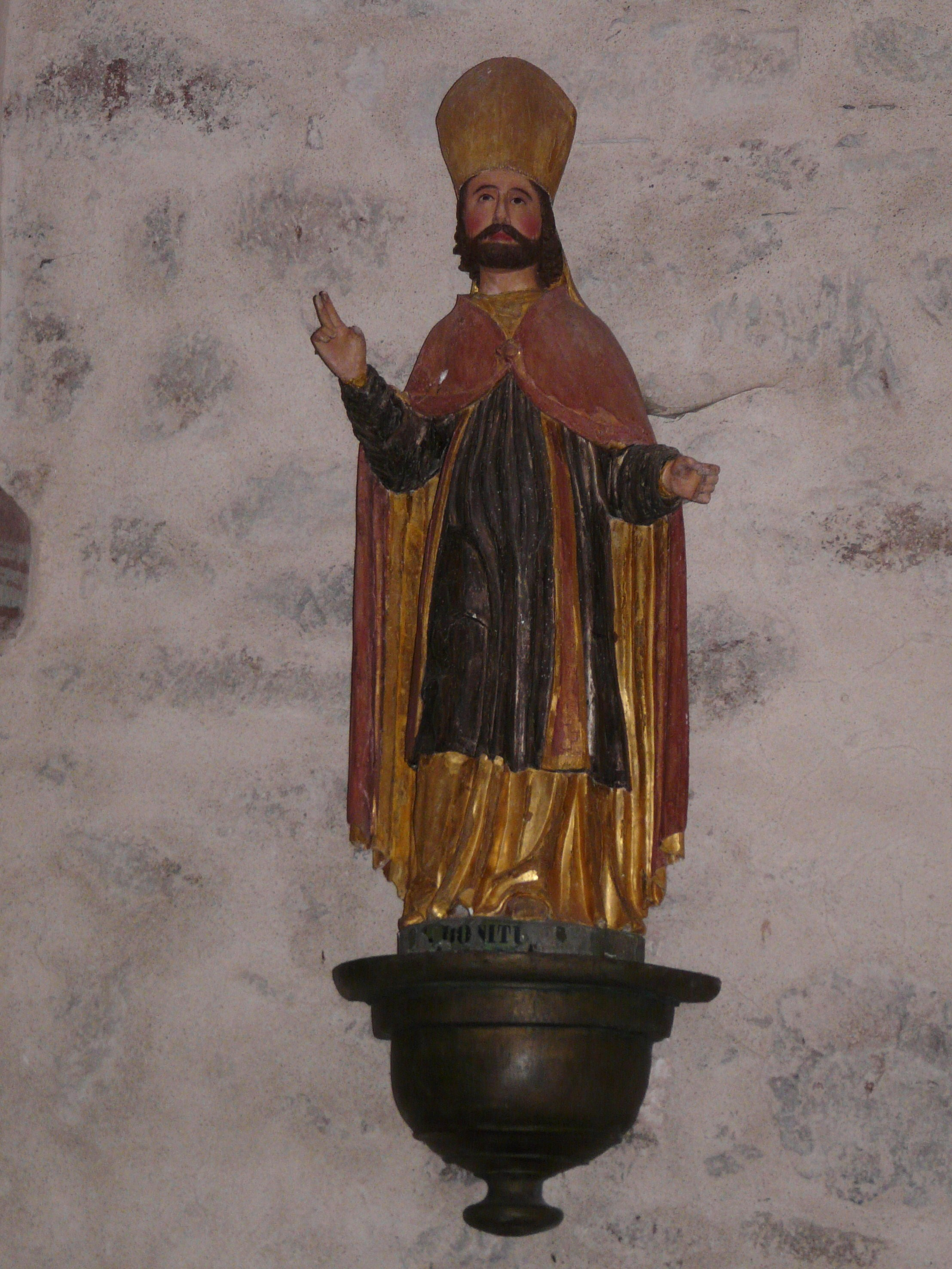
Bonitus von Clermont

Bonitus von Clermont (französisch Saint Bonnet oder Bonet, * um 623; † um 710) war in den Jahren 691–701 Bischof der Auvergne mit Sitz in Clermont. Nach seinem Tod wurde er vom Volk als Heiliger verehrt; sein Gedenktag in der Katholischen Kirche ist der 15. Januar.

## Vita
Bonitus war Kanzler des Frankenkönigs Sigibert III. im Teilreich Austrasien und ab dem Jahr 675 Rektor/Gouverneur in der Provence sowie im Gebiet um die Stadt Vienne. Um das Jahr 692 wurde er mit Zustimmung des Frankenkönigs Theuderich III. und dessen Hausmeier Pippin dem Mittleren als Nachfolger seines Bruders Avitus II. Bischof von Clermont. Von einer Marienerscheinung in seiner Kirche wird berichtet. Nachdem Zweifel an der Rechtmäßigkeit seiner Wahl zum Bischof aufkamen, zog er sich nach dem Jahr 700 als Mönch ins Kloster Magnus Locus im heutigen Manglieu bei Clermont-Ferrand zurück. Er unternahm noch eine Wallfahrt zu den sieben Pilgerkirchen in Rom, starb jedoch auf der Rückreise bei Lyon.

## Verehrung
Aufgrund einer Erscheinung Bonitus' vor der Äbtissin Dida wurden seine Reliquien wenige Jahre nach seinem Tod von Lyon in die Kathedrale von Clermont übertragen (Translation). Zahlreiche Kirchen in ganz Frankreich sind ihm geweiht.

## Darstellung
Mittelalterliche Bildnisse des hl. Bonitus sind unbekannt; die wenigen neuzeitlichen Darstellungen zeigen ihn als Bischof.